# Phumosia
Phumosia är ett släkte av tvåvingar. Phumosia ingår i familjen spyflugor.

## Dottertaxa tillPhumosia, i alfabetisk ordning[1]
- Phumosia abdominalis
- Phumosia aenescens
- Phumosia africana
- Phumosia alluaudi
- Phumosia argentata
- Phumosia bicolor
- Phumosia biplaga
- Phumosia bitincta
- Phumosia callipyga
- Phumosia cinerea
- Phumosia colei
- Phumosia congensis
- Phumosia consors
- Phumosia cooksoni
- Phumosia costata
- Phumosia currani
- Phumosia cuthbertsoni
- Phumosia dioclea
- Phumosia dubiosa
- Phumosia elegans
- Phumosia emimelania
- Phumosia flavipennis
- Phumosia fulva
- Phumosia fulvocothurnata
- Phumosia gambiensis
- Phumosia hunanensis
- Phumosia imitans
- Phumosia indica
- Phumosia keiseri
- Phumosia lesnei
- Phumosia longiseta
- Phumosia lutescens
- Phumosia mallochi
- Phumosia marginata
- Phumosia matilei
- Phumosia meropia
- Phumosia metallica
- Phumosia mossopi
- Phumosia murphyi
- Phumosia muscoidea
- Phumosia nanoides
- Phumosia nigricauda
- Phumosia nigronitens
- Phumosia nigroviolacea
- Phumosia njonja
- Phumosia nudiuscula
- Phumosia optica
- Phumosia overlaeti
- Phumosia parincerta
- Phumosia patersoni
- Phumosia pauliani
- Phumosia pollinosa
- Phumosia promittens
- Phumosia proserpina
- Phumosia pseudolucilia
- Phumosia rossi
- Phumosia rufescens
- Phumosia rufivaudis
- Phumosia saginata
- Phumosia schoutedeni
- Phumosia scutellata
- Phumosia seguyi
- Phumosia setulosa
- Phumosia spangleri
- Phumosia spinicosta
- Phumosia spinicostata
- Phumosia stabulans
- Phumosia stuckenbergi
- Phumosia surcoufi
- Phumosia testacea
- Phumosia tillae
- Phumosia unicolor
- Phumosia vadoni
- Phumosia waterloti
- Phumosia victoriae
- Phumosia violacea
- Phumosia viridis
- Phumosia vittata
- Phumosia wittei